# James Panda Jr.
James Panda Jr.（ジェームズ・パンダ・ジュニア）は、日本の音楽プロデューサー、ソングライター、編曲家、DJ。

## 概要
2009年に日本の音楽ユニットPANDA 1/2のメンバーとして「世界初のパンダ1頭と人間1人による音楽ユニット」というキャッチコピーとともに、2010年にメジャー・デビュー。PANDA 1/2としての活動の傍ら、他のアーティストへの楽曲提供やプロデュース業も行っている。
「パンダの音楽プロデューサー」という設定で、アーティスト写真は自作のパンダのぬいぐるみ。ぬいぐるみはパペット型になっており、テレビ番組出演時やミュージック・ビデオなどの映像作品では本人が手を入れて画面外から操作している。「ぬいぐるみが本体」と公言していたが、ライブでの楽器演奏時やDJ活動の際には本人がパンダのお面をつけた格好、自身曰く「人間形態」でステージに上がることもある。
イメージを守るために実名や素性については公表していない。活動初期は「30億歳」や「中国・上海市出身」などの設定を自称していたが、後に撤廃されている。
海外での活動に積極的で、世界各国でライブ出演やUstream配信を行っている（詳細はPANDA 1/2を参照）。2010年12月に、1/2カ月（15日間）でパンダのいる世界中の動物園を回っていく模様をUSTREAMで生放送した際には各種メディアにも取り上げられ話題となった。
1/2サイズの量産型ぬいぐるみパペットや、イラスト化したLINEスタンプなど自身のキャラクターを用いたグッズ展開も行っている。

## 人物・エピソード
- 名前の由来はジェームズ・ボンドとジャイアントパンダが好きで、この二つを合わせたもの[2]。
- フリッパーズ・ギターの大ファンであり[3]、制作楽曲には渋谷系をオマージュしたタイトル・楽曲も多い。
- PANDA 1/2結成前にソロアーティストとして活動していた期間があり、CDリリースやニューヨーク公演を行っていた。イベントなどで当時の思い出を語ることはあるが、活動名義は公表していない。
- 2009年にはドイツのヒップホップ・グループPUPPETMASTAZと一緒に音作りをしたり、彼らの海外公演に参加していた[4]。
- 中国・上海市に在住しスタジオを構えていた時期があり、そこで培ったネットワークにより、中国でのレコーディングや中国人アーティストへの楽曲提供も行っている。
- 2012年末、スリランカ現地にて日本のファンクラブ向けに自作した、スリランカ国旗のライオンをパンダに変えたポストカードが原因で国家反逆罪とみなされ逮捕・投獄された。年明けに釈放され、判決は懲役2年、執行猶予10年[3]。
- 2014年にタンザニア最大の国際見本市「サバサバ」のジャパン・ブースにてジャカヤ・キクウェテ大統領、秋篠宮文仁親王並びに同妃の前でDJプレイを披露。その際、ジャカヤ・キクウェテ大統領がDJブースの脇まで近寄り握手を求めてきたが、お面で視界が悪く気づくことが出来ず、一国の大統領を無視してしまうという失態を演じた。
- 2016年にタイで開催された「JAPAN EXPO THAILAND 2016」では、ステージ上でパフォーマンス中に、不注意で自身のお面のヒモを引きちぎってしまい大勢の観客の前で素顔を晒してしまいそうになるハプニングが起こった[5]。
- 主題歌の制作を担当したアニメ『青春×機関銃』では、アニラジへの出演をきっかけに作品のファンから人気を博し、2016年1月31日に恵比寿ガーデンホールで開催されたアニメイベントではMCを務め、キャスト・声優陣と共にステージ上でゲーム対決やトークをくり広げた。
- 声優の小松未可子とは、彼女のライブツアーに同行したり主催イベントでMCを担当するなど関係が深く、小松は「いつかPandaさんからいただいた曲にパンダという詞を乗せたいなと思っていた」と発言しており、2014年に小松の2ndアルバム『e'tuis』に提供した楽曲「PandA」にて実現。この曲の歌詞について小松は「私とPandaさんとのいろんな関係を描いてみた」とインタビューで答えている[6]。
- 声優の前野智昭は、共演したラジオ番組内でたびたび「パンダさんの楽曲は耳に残る楽曲が多い」と評している。また、「機会があったらもっといろんな楽曲を聴かせていただいて、歌う機会があればいいなと思います」と発言している[7]。
- 趣味は切手収集。2011年には国際切手展の公式USTREAM配信の司会を担当。自身のキャラクターをイラスト化したオリジナル切手を販売したこともある。
- 音楽ユニット・tetrapletrapの川島蹴太とは「似た声質を持つ人物」とされているが、2019年、ウェブサイト『ほぼ日刊イトイ新聞』の連載上にて素顔を公開[3]。また2019年6月4日放送のミューコミプラスにて、過去に同ユニットで活動していたことを明かした[8]。

## 提供作品
James Panda Jr.名義での提供作品のみを記載。別名義での提供作品は記載しない。
PANDA 1/2
小松未可子
- 「Infinity Sky」（作曲・編曲）
- 「情熱」（作曲・編曲）
- 「LAKE LIKE LIFE」（作曲・編曲）
- 「おすしのうた」（作曲・編曲）
- 「僕ら」（作詞・作曲）
- 「PandA」（作曲・編曲）

佐藤聡美
- 「恋は劇薬、口に甘し。」（作曲）　※ゲーム『NOeSIS～羽化』エンディングテーマ

A応P
- 「それゆけ!恋ゴコロ」（作曲）　※アニメ『超可動ガール1/6』オープニングテーマ

SAWA
- 「ハッピーバースデイ」（編曲）

ハコイリ♡ムスメ
- 「乙女はびっくり箱」（作曲・編曲）
- 「Let's Party Time!」（作詞・作曲・編曲）
- 「VIVA!トロピカル・サマーウォーズ」（作詞・作曲・編曲）
- 「エトワールを夢みて」（作曲・編曲）
- 「あの夏のリグレット」（作曲・編曲）
- 「私たちの宝バコ」（作曲・編曲）

SiAM&POPTUNe
- 「夏の魔法のコンチェルト」（作詞・作曲・編曲）

松岡侑李
- 「TEN YEARS AFTER」（作曲）

*Sunshine*
- 「DAISUKI＜3シンドローム」（作詞・作曲・編曲）

オーガニック（本物）
- 「色づく果実」（作詞・作曲・編曲）

セカイシティ
ゲーム『SHOW BY ROCK!!』
- ドーリィドルチ
  - 「恋とメリーゴーランド」（作曲・編曲）
  - 「Smile:)」（作曲・編曲）
  - 「告白ING」（作曲）

アニメ『ゴールデンタイム』
- キャラクターソング「Let's break together」（作曲）

アニメ『青春×機関銃』
- オープニングテーマ「The Bravest Destiny」（作詞・作曲・編曲）
- キャラクターソング
  - 「僕たちのザ・大成功」（作曲・編曲）
  - 「日常サヴァイヴ」（作詞・作曲・編曲）
  - 「銃とオレンジ」（作詞・作曲・編曲）
  - 「The Machine-gun Talk」（作詞・作曲・編曲）
  - 「白黒つけてやろうじゃないか（仮）」（作詞・作曲・編曲）

アニメ『旅のロボから』　(日本アニメ（ーター）見本市企画作品)
- エンディングテーマ「Robo La Bamba」　（編曲）
- BGM

## 海外からのUstream生放送
2010年より、おもに海外におけるライブやDJ出演の際、またミュージックビデオのロケの際に現地からUstreamを利用した生配信を不定期で行っていた。2016年7月現在において世界29か国から配信した。
これまで現地配信を行った国
- アジア
  - 日本、中国、韓国、香港、タイ、台湾、マカオ、シンガポール、スリランカ、マレーシア、モンゴル、キルギス、カザフスタン、インド、カタール、ベトナム、ミャンマー、インドネシア、カンボジア

- ヨーロッパ
  - スペイン、オーストリア、スイス、ドイツ、フランス

- アメリカ
  - アメリカ、メキシコ

- アフリカ
  - タンザニア、モザンビーク

- オセアニア
  - オーストラリア

## 書籍・雑誌
連載雑誌
- サウンド&レコーディング・マガジン　2013年1月号～2013年3月号